# ایهور کورنیتس
ایهور کورنیتس (اوکراینی: Ігор Васильович Корнієць؛ زادهٔ ۱۴ ژوئیهٔ ۱۹۶۷) بازیکن فوتبال اهل اتحاد جماهیر شوروی سوسیالیستی است.
از باشگاه‌هایی که در آن بازی کرده‌است می‌توان به باشگاه فوتبال متالورگ زاپروژیا، باشگاه فوتبال لخ پوزنان، باشگاه فوتبال شاختار دونتسک، باشگاه فوتبال روتور ولگوگراد، باشگاه فوتبال چورنومورتس اودسا، باشگاه فوتبال دینامو کی‌یف، و باشگاه فوتبال آرسنال تولا اشاره کرد.